# Alfred Probst
Alfred Probst (1894 - april 1958) var en schweizisk roer, olympisk guldvinder og dobbelt europamester.
Probst deltog ved OL 1924 i Paris i to discipliner. Han vandt guld i disciplinen firer med styrmand og bronze i firer uden styrmand. Ved begge discipliner var roerne, foruden Probst, Émile Albrecht, Eugen Sigg og Hans Walter, mens styrmanden i fireren med styrmand var enten Émile Lachapelle eller Walter Loosli. Det var Probsts eneste OL-deltagelse.
Probst vandt desuden en EM-guldmedalje i firer med styrmand ved EM 1923 i Como og en guldmedalje i firer uden styrmand ved EM 1925 i Prag.

## OL-medaljer
- 1924:  Guld i firer med styrmand
- 1924:  Bronze i firer uden styrmand